# Computo (robot)
Computo, detto anche Computo il Conquistatore (Computo the Conqueror), è un personaggio dei fumetti, un supercriminale dell'Universo DC e un nemico della Legione dei Supereroi. Comparve per la prima volta in Adventure Comics n. 340 (gennaio 1966), in una storia scritta da Jerry Siegel ed illustrata da Curt Swan.

## Biografia del personaggio

### Pre-Crisi
Computo fu creato da Brainiac 5 perché fosse un assistente meccanico, ma divenne invece un omicida, e tentò di fare ribellare le altre macchine creando un'armata e cominciando a terrorizzare la città. Calcolando un imminente scontro con la Legione, si ridisegnò nella sua forma ultima, Computo il Conquistatore, e inviò un messaggio angosciato che richiamò la Legione sulla Terra. Quando la squadra arrivò inconsapevole, Computo utilizzò il database della Legione per creare un'arma che togliesse i poteri ai Legionari e li utilizzasse contro di loro, nonché tramutò il quartier generale in un automa camminante. Computo costrinse la Legione a lasciare Metropolis, ma non prima di aver causato la morte di uno dei corpi di Triplicate Girl, facendola diventare Duo Damsel. Brainiac 5 riuscì infine a distruggere Computo utilizzando un dispositivo di anti-materia scoperto tra le rovine della Batcaverna. Anni dopo che Brainiac 5 utilizzò frammenti dei suoi circuiti originali, Computo riemerse possedendo la mente della giovane Danielle Foccart. Computo fu sconfitto quando suo fratello Jacques, utilizzò la sua formula dell'invisibilità inventata dal Legionario deceduto Lyle Norg per diventare il secondo Invisible Kid. Numerosi mesi dopo, Brainiac 5 riuscì a rimuovere Computo dalla giovane e piazzarlo in una matrice che riuscì a domare il programma e a tramutarlo nel maggiordomo della Legione - dopo aver fatto esplodere il quartier generale della Legione lo ri-progettò e ricostruì in pochi minuti. Anni più tardi, un'armata di repliche di Computo tentarono di conquistare Bismoll, ma furono sconfitti dal senatore Tenzil Khem e dalla Legione degli Eroi Sostituti. Il fiasco, anche se avvenuto con successo, portò Polar Boy a sciogliere la squadra e a richiedere l'adesione alla Legione dei Super Eroi. Qualche tempo dopo, dopo aver dato le dimissioni dalla Legione, Brainiac 5 costruì un corpo organico (che somigliava alla versione tascabile di Validus) che ospitasse Computo e aiutasse la Legione durante la sua assenza. Dopo gli eventi di "Five Year Gap", i Dominatori sottomisero in segreto la forma di vita e la utilizzarono come base per il loro B.I.O.N..

### Post-Ora Zero
Dopo il rinnovamento della continuità della Legione dovuta all'Ora Zero, Brainiac 5 creò C.O.M.P.U.T.O. (Cybernetical Overlapping Multi-Processor Universal Transceiver Operator; operatore multi-processore universale transricevente cibernetico di sovrapposizione) quando lui e gli altri Legionari rimasero intrappolati nel XX secolo e tentò di trovare un modo di ritornare al XXX secolo. C.O.M.P.U.T.O. fu formato dalla fusione di tre miniature di supercomputer: un dispositivo di comunicazione Omnicon del XXX secolo; una Scatola madre; e un "responsimetro" (modulo di personalità) di Veridium dei Metal Men. C.O.M.P.U.T.O. creò un portale verso il XXX secolo, ma si rivoltò verso Brainiac quando egli assicurò agli altri Metal Men che il responsometro di Veridium sarebbe stato ricostituito una volta che C.O.M.P.U.T.O. avesse portato a termine il suo obiettivo. Sembrò proprio che C.O.M.P.U.T.O. fosse stato distrutto, ma ritornò nel XXXI secolo come Consigliere Presidenziale "Mister Venge", sotto le sembianze di un servitore che esaudiva i desideri dei piani del resuscitato Ra's al Ghul. Dopo la sconfitta di questi, si scoprì che C.O.M.P.U.T.O. era il capo della nazione computer di Robotica che minacciava la Terra.

### Post-Crisi Infinita
Nel crossover JLA/JSA "The Lightning Saga", Sensor Girl ricombatté la sua prima battaglia contro Computo dove uno dei corpi di Triplicate Girl fu uccisa.

### Il Nuovo 52
Brainiac (anche se ci si riferì a lui come alla "Colonia del Collezionista di Mondi") fu visto per la prima volta come l'informatore presso Lex Luthor di informazioni su Superman e la sua natura aliena. Clark ebbe dei sogni riguardo agli ultimi istanti della vita di Krypton in cui un'intelligenza artificiale che controllava il pianeta risvegliò i robot nel tentativo di preservare la cultura kryptoniana. Più avanti, quando Clark fece un'intervista in una fabbrica di robot, improvvisamente ricomparve lo stesso mietitore robotico. Nello stesso periodo John Corben, che ottenne i suoi ultimi aggiustamenti nella sua trasformazione in Metallo, fu posseduto improvvisamente dall'intelligenza artificiale che voleva Superman. I robot crearono devastazione attraverso tutta Metropolis ma Superman capì presto in realtà cercavano lui: volò quindi verso Metallo, ora posseduto, con l'aiuto di John Henry Irons e anche se riuscirono a sconfiggerlo, l'alieno senziente aveva già miniaturizzato e imbottigliato Metropolis per poi portarla nella sua nave spaziale.
Tuttavia, la nave in cui Clark fu messo da neonato fu descritta come avente una "Brainiac AI", lasciando in dubbio l'identità del Collezionista di Mondi. Tuttavia, la Colonia del Collezionista di Mondi disse a Superman che lui era di una tecnologia differente che aveva un altro nome e cominciò su Yod-Colu venendo noto come C.O.M.P.U.T.O., su Krypton veniva chiamato Brainiac 1.0 e sulla Terra lui era Internet.

## Altri media
Computo comparve nella serie animata Legion of Super Heroes come computer operativo del quartier generale della Legione. Nella serie, Imperiex riuscì ad hackerare Computo e ad accedere ad informazioni segrete della Legione. Successivamente utilizzò queste informazioni per risvegliare il Brainiac originale nella mente di Brainiac 5.